# Lucílio Longo
Lucílio Longo (em latim: Lucilius Longus) foi um senador romano nomeado cônsul sufecto em 7 no lugar de Aulo Licínio Nerva Siliano. Um homem novo, Lucílio provavelmente deve a sua carreira à sua amizade com Tibério, o herdeiro do imperador Augusto. Seu prenome é desconhecido.
Durante o exílio voluntário de Tibério em Rodes, Lúcio foi "seu companheiro nos dias tristes e felizes e o único senador que acompanhou Tibério na solidão de Rodes". Depois de sua morte, o Senado Romano decidiu por colocar uma estátua sua no Fórum de Augusto.